# قاسم‌آباد (راسک)
قاسم‌آباد روستایی در دهستان مورتان بخش پارود شهرستان راسک استان سیستان و بلوچستان ایران است.

## جمعیت
بر پایه سرشماری عمومی نفوس و مسکن در سال ۱۳۹۵ جمعیت این روستا ۵۵۷ نفر (۱۷۷خانوار) بوده‌است.